# بریل ایسلندی
بریل ایسلندی یک الفبای بریل برای زبان ایسلندی است.

## الفبا
همه حروف مانند بریل بقیه زبانهای نوردیک است. یعنی ö در ایسلندی همان ö به زبان سوئدی یا ø به دانمارکی است. ð در ایسلندی همان ð در فاروئی است. تفاوت‌ها در صورت وجود، فقط در حروف مربوط به نقطه گذاری است. الفبای پایه همان است که در بریل فرانسه وجود دارد.
| a | á | b | c | d | ð | e | é | f | g |
| h | i | í | j | k | l | m | n | o | ó |
| p | q | r | s | t | u | ú | v | w | x |
| y | ý | z | þ | æ | ö | . | ? | @ | % |